# Max Stirner
|  | Spekulativ artikel Bemærk at denne artikel er præget af spekulationer og bør omskrives, så fakta er understøttet af verificerbare kilder. |

Max Stirner (født 25. oktober 1806 i Bayreuth, død 26. juni 1856 i Berlin) var en tysk filosof, skolelærer og journalist, der var forløber til eksistentialisme, nihilisme, psykoanalyse og postmodernisme. Stirner er ofte set som grundlæggeren af individualistisk anarkisme. Sammen med William Godwin, Pierre-Joseph Proudhon, Mikhail Bakunin og Peter Kropotkin er Stirner en af de vigtigste tænkere i klassisk anarkisme.
Han hed Johann Caspar Schmidt; Max Stirner var et pseudonym sandsynligvis valgt pga. hans høje pande (Stirn på tysk).
Stirner anses som grundlæggeren af den filosofiske retning individualistisk anarkisme. Han er mest kendt for værket Der Einzige und sein Eigentum, Leipzig, 1845 (1844) Den eneste og hans ejendom. Bogen er et opgør med religiøs tænkning i form af troen sande og evige ideer og værdier.
Hans hovedværk har i reglen været dæmoniseret og misforstået siden dets fremkomst, lige fra Karl Marx & Friedrich Engels til Hans G. Helms' skrift på op imod 619 kritiske sider om Stirner (se Litteratur på tysk og Eksterne henvisninger). Først fra midten af 1980'erne kom der gang i bredere kildekritiske studier af Stirner, med Stirner-Studien (1986 ff.) og tidsskriftet Der Einzige (1998 ff.).

## Liv
Max Stirners far var instrumentmager og døde, da Stirner var et halvt år. Hans mor giftede sig to år senere med en apoteker, og de flyttede til Culm i Vestpreussen (nu Chełmno i Polen). Den lille Stirner blev tilbage og voksede op hos sin gudmor og gudfar.
Som 20-årig begyndte han studierne filosofi, teologi og klassisk filologi ved Berlin. Her studerede han bl.a. hos Hegel og Schleiermacher. I 1828-29 studerede han i Erlangen. Efter en længere pause studerede han 1832-34 i Berlin. I 1834-35 færdiggjorde han sit studium med eksamensopgaven Über Schulgesetze ("Om skolelove"). Nu kunne han arbejde som lærer.
1835-36 var han lærer på en skole i Berlin, men fik aldrig en fastansættelse på en statskole. I 1839 blev han ansat på en højere pigeskole i Berlin ("Lehr- und Erziehungsanstalt für höhere Töchter").
Fra 1842 var han med i en diskussionskreds af oppositionelle liberale og socialister "De Frie" med Bruno Bauer og Arnold Ruge. Friedrich Engels frekventerede samme forening en overgang. Sideløbende skrev Stirner en række artikler som Das unwahre Prinzip unserer Erziehung oder der Humanismus und Realismus og Kunst und Religion.
Fra 1843 arbejdede Stirner på Den eneste og hans ejendom, der udkom i slutningen af oktober 1844. Et måned tidligere forlod han af ukendte grunde pigeskolen i Berlin (og konen forlod ham). Den eneste og hans ejendom blev lige efter udgivelsen forbudt og beslaglagt af de preussiske myndigheder, men blev frigivet den 2. november, da indenrigsministeren mente, at bogen ikke ville have nogen "ufordelagtig virkning på læseren". Derimod ville den være "frastødende og styrke den religiøst-moralske livsholdning".
Stirner kone forlod ham, og han begyndte at få økonomiske problemer. Han forsøgte i 1845 forgæves at oprette et kollektivt ismejeri med bekendte. Han blev oversætter og oversatte bl.a. Adam Smiths The Wealth of Nations til tysk i 1847.
I 1853-54 var han to gange i gældsfængsel. Han døde fattig i 1856 efter en infektion fra et insektstik. Han begravedes i Berlin.
Stirner var gift to gange. Første ægteskab endte brat i 1838, da hans kone og ufødte barn døde under fødslen. I 1843 giftede han sig med Marie Dähnhardt, til hvem Den eneste og hans ejendom er tilegnet. Hun var datter af en rig apoteker. De blev skilt i 1846. Hun konverterede til katolicisme og flyttede til England og senere Australien.

## Filosofi
Stirners hensigt var at gøre ende på den religiøse tænkning, der efter hans mening spærrede for en sand udvikling af oplysningstidens egentlige ideer: frihed og lighed.
Han kritiserede særligt de moderne filosofiske ideer i Tyskland, som kunne samles under fællesnævneren "humanismen". Ideer der var opstået blandt Stirners venner, bekendte og kolleger Hegels elever (ung- eller venstrehegelianere). De kan forstås som et filosofisk udgangspunkt for liberalismen og socialismen. Efter hans mening var humanismen det seneste skud på stammen af og en mere subtil form for religiøs tænkning (bl.a. s. 106, Der Einzige).
Venstrehegelianerne kaldte sig ateister, som en reaktion mod den totale gudstro, Hegel havde ført videre. I modsætning til Hegel mente de, at "mennesket er det højeste væsen" (Feuerbach). Stirner påpegede dog, at humanisternes "menneske" ikke er det enkelte individ, men en ny idé, der bare erstatter ideen "gud" og sagde derfor spottende: "Vore ateister er fromme mennesker". (s. 203, Der Einzige)
Stirner tager i sin analyse udgangspunkt i "den eneste", egoisten eller rettere egenheden, det enkelte individ, dvs. sig selv, hvilket er det banebrydende i hans filosofi, fordi alle andre politiske projekter hidtil havde haft en idé, som menneske eller gud, som grundlag for politikken. (Søren Kierkegaards hin Enkelte bringer sig i erindring.)
De forskellige værdier, som humanisterne havde tillagt ideen "mennesket", er fremmed for den eneste, der derfor må sætte sig ud over ideen. Den eneste er ikke bare "menneske", men mere end det. Den eneste er intet forudbestemt og kan faktisk ikke sammenfattes i ordet "den eneste", der nemlig ikke er nogen idé eller et nyt begreb, men bare en benævnelse (s. 345 ff., Recensenten Stirners i Kleinere Schriften). Ud af intetheden kan den eneste definere sig selv – dvs. antage de værdier, som den eneste synes er fornuftige. De værdier, der er fremmede, der ikke er i den enestes interesse at leve efter, er hellige ideer eller spøgelser, som den eneste derfor afviser.
Alle andre mennesker er dog lige så meget sig selv, som Stirner er det. De er også egoister, men nogle er "ufrivillige" (s. 39, Der Einzige), der ifølge Stirner følger deres egen interesse under dække af at bekæmpe den og følge en hellig idés interesse – som f.eks. statens, frihedens, menneskehedens eller guds. Dette står i modsætning til den frivillige egoist, der erkender at han følger sin egen interesse. Denne interesse kunne sagtens være statens, fællesskabets eller menneskehedens, der dog således ikke længere er fremmed/hellig for den eneste, men rent og skært den enestes egoistiske interesse.
Den enestes ejendom er det, der omgiver den eneste, som den eneste vil og formår at gøre til sin ejendom. Det kan være alt lige fra begreber til materielle ting. Hvis individet har behov for noget materielt, må han/hun skaffe sig det – gennemtvinge sin interesse, f.eks.: "Und von Grund und Boden, so können Wir sie noch aus manchem andern Eigentum hinausjagen, um es zu unserm Eigentum zu machen, zum Eigentum der – Erobernden." (s. 276, der Einzige). Hvilket Stirner skriver som svar på de realiteter, der gjorde gældende i hans samtid: Selvejer bønder mister deres jord, som bliver opkøbt af storbønder og herremænd, som de igen bliver afhængige af, hvorfor de derfor må tage jorden tilbage med egen magt.
Det er konsekvensen af menneskers modstridende interesser. Men det betyder ikke, at individet er socialt isoleret, derimod var Stirner fuldstændig klar over, at individet er et socialt væsen. Samarbejdet mellem individer forestillede han sig i "foreninger af egoister". Da de kun følger egoistiske interesser, finder individer med fælles interesse sammen for at nå målet. Hvis de f.eks. mangler brød, går de sammen om at lave brød til hinanden.
Stirner havde ingen konkret løsning på de modstridende interesser mellem mennesker, og det var heller ikke hans mål. Men han syntes heller ikke, at de problemer, det måtte kunne skabe, kunne løses gennem de hellige ideer, som ideologierne liberalisme og kommunisme frembragte. De gav visse interesser en fordel og lagde grundlaget for at umyndiggøre individet eller rettere sagt reproducerede den psykiske instans på ny, der får individer til at underlægge sig andres interesser. (Karl Marx foreslog overbygningen, Sigmund Freud Overjeget.)

## Konklusion
Stirner er både individualistisk, nihilistisk og eksistentialistisk-ontologisk indstillet. Han afviser love, moral, etik og autoriteter, der ikke udgår fra ham selv; der ikke er et produkt af hans "egoisme", eller rettere hvad som indskrænker hans egenhed. Individet skaber sig selv ud af egne betingelser og lever herefter. Det samme opfordrer han andre til at gøre.
Retfærdighed mellem mennesker optager ham ikke betydeligt. Retfærdighed er et begreb man bruger over for sig selv; om man så at sige kommer til sin ret.

### Frihed
At den eneste er egoist betyder ikke, at den eneste reelt er fri. Som egoist kan den eneste dog forstå hvordan han kan frigøre sig og leve et liv i overensstemmelse med sine egne interesser. Individets frihed er således et resultat af dets egen formåen til at frigøre sig selv.
Humanisternes friheds- og lighedsbegreber er for Stirner hellige ideer. I stedet for at lade Stirner selv søge sin egen frihed, kræver humanisterne at definere en absolut frihed – en frihed, der er defineret af dem og ikke af individet selv.

#### Resultat
Mange af Stirners samtids filosoffer, som han kritiserede, beundrede på mange måder Stirner, men veg tilbage, da de var bange for at Stirners egoisme i praksis ville føre i modsat retning af oplysningens mål (se Eksterne henvisninger).
Stirners egoisme fortæller ikke noget om fremtiden, men overlader det til individerne selv, herunder sig selv. Med egoismen kunne individet få redskabet til en gang for alle at frigøre sig fra de lænker, det ikke ønskede at føle sig bundet til.

## Indflydelse
Max Stirners tanker har påvirket mange andre idéstrømninger. Særligt foregriber han eksistentialistiske tanker, men han har også nydt anerkendelse i dele af den nyere anarkistiske bevægelse, der ser sig selv som individualistisk, selv om hans tanker blev afvist af stort set samtlige anarkister i slutningen af det 19. århundrede. Hans skrift Der Einzige und sein Eigentum fik stor betydning for Marx & Engels' værk Den Tyske Ideologi, hoveddelen er koncentreret om kritik af Stirner, der fik gennemgående indflydelse på Marx' og Engels' tanker og terminologi. Der er også paralleler imellem Stirners egenhed, der har "sat sin sag på intet" og Heideggers værensbegreb (se Litteratur på dansk).
Hvorvidt Stirner selv var anarkist, kan man kun gisne om. Men egoismen – hans filosofi – bærer mange ligheder med anarkismen (særligt den antiautoritære indstilling), der foreskriver det enkelte meget lidt, som det ikke selv har anerkendt. Egoismen er dog lige så anvendelig for personer med andre holdninger som for anarkister.